# Kortprojektion
Ved en kortprojektion forstås gengivelsen af et større eller mindre landområde på et kort. Ved udarbejdelsen af landkort skal jordens krumme overflade eller dele af den fremstilles på en plan flade, og de metoder, hvorefter dette sker, kaldes kortprojektioner uanset, at de fleste af dem ikke i geometrisk forstand er nogen projektion. En kortprojektion defineres bedst som en overførelse af punkterne på jorden til planet efter en bestemt, men i øvrigt vilkårlig valgt regel.

## Den umulige opgave
Ved jordoverflade forstås her den "matematiske", det vil sige den niveauflade, som havene danner, udstrakt over hele jorden, altså bortset fra den fysiske jords ujævnheder, der allerede ved opmålingen er nedprojicerede på denne flade. Den matematiske jordoverflade betragtes her stedse som kugledannet. Et billede på en kugle kan imidlertid ikke med eksakt ligedannethed overføres på et plan, og derfor vil enhver kortprojektion medføre en vis forvanskning, større eller mindre og i den ene eller anden retning efter projektionens art. For små arealer bliver forvanskningen dog umærkelig, og arealet på det enkelte blad af et topografisk specialkort kan tegnes, som det umiddelbart er opmålt, men udstrækkes denne fremgangsmåde til hele lande med et stort antal enkelte blade, vil disse, når de tænkes sammensatte, ikke ligge i et plan men udgøre en del af en mangesidet flade (polyeder). Skal derfor større dele af jorden fremstilles på et enkelt kortblad eller flere kortblade i ubegrænset udstrækning kunne sammenføjes plant, må der altid anvendes en kortprojektion. Ved valget af denne har man i sin magt at lede den uundgåelige forvanskning i den for kortets brug mindst skadelige retning. Ved nogle projektioner bevares således arealernes størrelse, og kortet bliver "arealtro" (ækvivalent), ved andre opnås ligedannethed i de uendelig små arealer, hvorved målestoksforholdet bliver ens i alle retninger omkring et punkt, men forskellig fra et punkt til et andet, og alle linjer skærer hverandre under samme vinkel på kortet som på jorden. Sådanne projektioner kaldes konforme eller vinkeltro. Atter andre projektioner kan give afstande på kortet deres rigtige længde, enten i visse retninger eller i alle retninger omkring et enkelt punkt (længdetro eller ækvidistant), men dette kan aldrig udstrækkes til samtlige linjer på kortet så lidt, som den konforme projektions ligedannethed kan gælde for endelige arealer; kun arealbevarelsen kan fuldstændig opnås og lige som konformitet til en vis grad forenes med længdetrohed, men ingen projektion kan samtidig være areal- og vinkeltro.

### Gradnet
Et landkort bør være forsynet med geografisk net (gradnet), der viser punkternes beliggenhed på jorden og tillige benyttes ved indkonstruktionen af det øvrige indhold. Dette net består af de såkaldte geografiske linjer på jorden: meridianer eller længdecirkler og paralleller eller breddecirkler. Længden regnes fra en udgangsmeridian, på geografiske landkort hyppigst den gennem Greenwich, Paris eller Ferro, på topografiske landkort ofte fra landets hovedobservatoriums meridian, bredden regnes fra ækvator. Da ethvert punkt på jorden er utvetydigt bestemt ved dets længde og bredde, består konstruktionen af en kortprojektion udelukkende deri, efter loven for den pågældende projektion at kunne konstruere en vilkårlig meridian og parallel, men på det færdige landkort optrækkes disse linjer dog kun med visse bestemte mellemrum (hele grader eller minutter). På grund af gradnettets fundamentale betydning kan det også være ønskeligt, at meridianer og paralleller på kortet fremstilles som simple linjer (rette linjer og cirkler), og det samme gælder, dog nærmest for søkort, om visse andre linjer.

## Projektionsprincipper
Af kortprojektioner er der foreslået eller benyttet et meget stort antal, og mange af dem kendes under forskellige navne, dels efter deres hovedegenskaber, dels efter den der først har foreslået eller i praksis benyttet dem. For oversigtens skyld plejer man at inddele dem i klasser med underafdelinger, men denne inddeling kan foretages på forskellig måde, efter som det ene eller andet forhold lægges til grund, og er derfor ret vilkårlig. Der er 3 forhold, som må iagttages: arealtro (fladetro), vinkeltro og midtafstandstro eller længdetro. En og samme projektion vil aldrig kunne opfylde alle tre krav samtidig.
Ligeledes kan projektionerne inddeles efter den flade, som punkterne overføres fra kuglen på. Denne flade må enten være selve planet eller en udfoldelig flade, altså en kegle- eller cylinderflade, og man får derved henholdsvis azimutal-, kegle- eller cylinderprojektion. Skønt den første og den sidste egentlig kun er specielle tilfælde af kegleprojektionen (kegle med topvinkel henholdsvis 180° og 0°), så er dog denne inddeling ganske praktisk og hyppigt anvendt. Man taler også om ægte og uægte projektion og forstår ved de første sådanne, hvor punkterne overføres ved rette linjer, udgående fra et bestemt øjepunkt, mens et sådant ikke kan tænkes ved de uægte. Endelig kaldes ofte de kortprojektioner, hvor projektionsprincippet helt er udvisket, vilkårlige, skønt punkterne naturligvis også her overføres efter en bestemt regel.
I det følgende skal enkelte af de mest typiske eller mest anvendte kortprojektioner omtales.

## Azimutalprojektioner
En vigtig gruppe heraf danner de allerede i oldtiden kendte perspektiviske, hvor billedet af jordoverfladen fremstilles på projektionsplanet, som det ses fra et øjepunkt i jorddiameteren til kortets midtpunkt (eller i dennes forlængelse). Projektionsplanet tænkes vinkelret på denne diameter, sædvanlig gennem jordcentret eller tangerende kuglen, men dets plads er i øvrigt uden betydning. Der imod er øjepunktets beliggenhed på diameteren i mange henseender bestemmende for projektionens egenskaber, og 3 steder er særlig karakteristiske:
1. i jordoverfladen (modsat kortets midtpunkt), hvorved fås den stereografiske projektion,
2. i jordcentret, som giver den centrale (gnomoniske) projektion, og
3. i uendelig afstand, hvorved fremkommer den ortografiske projektion.

Hver af disse har igen 3 forskellige former, efter som kortets midtpunkt falder:
1. i en af polerne,
2. i et punkt af ækvator, og
3. på et vilkårligt sted derimellem, og den tilsvarende form af projektionen kaldes henholdsvis polar-, ækvatorial- og horisontprojektion. I alle disse former er projektionens hovedegenskaber selvfølgelig de samme, men gradnettets konstruktion bliver meget forskellig, og ved de to første særlig simpelt.[3]

Den stereografiske projektion har to vigtige egenskaber: den er konform, og enhver cirkel på jorden fremstilles i projektion også som en cirkel, der dog i specielle tilfælde går over til en ret linje (cirkel med uendelig radius); men i øvrigt giver den betydelige forvanskninger i andre retninger anvendt på store dele af jorden. For gradnettet for halvkuglen i en polarprojektion vil alle meridianer bliver rette linjer, i en ækvatorialprojektion er dette kun tilfældet med midtemeridianen og ækvator. Endelig er der horisontprojektionen, hvor konstruktionen er noget mindre simpel. I de stereografiske projektioner anvendt på halvkuglen bliver målestoksforholdet dobbelt så stort ved randen som i midten.
Den centrale projektion, der har samme 3 former som den foregående, anvendes sjældnere ved landkort, der imod undertiden til søkort, hvor dens specielle egenskab, at enhver storcirkel på jorden, altså den korteste vej mellem to punkter, fremstilles som en ret linje, kan være af betydning. I øvrigt medfører projektionen store forvanskninger, idet målestoksforholdet vokser meget stærkt fra midten til banden (for halvkuglen fra 1 til ∞). Den ortografiske projektion har heller ingen videre betydning for landkort, men da den giver samme billede som en kugleoverflade (globus) betragtet på stor afstand, anvendes den til fremstilling af månen. I denne projektion får alle cirkler parallelle med projektionsplanet deres rigtige form og størrelse, men målestoksforholdet i retning fra centrum mod banden aftager fra 1 til 0 for halvkuglen.
Foruden på de 3 her anførte steder kan øjepunktet tænkes på ethvert andet sted af jorddiameteren eller dens forlængelse, og til ethvert sted svarer da en ny projektion, som ligger mellem to af de her omtalte uden at have deres hovedegenskaber, men som til gengæld kan frembyde andre fordele.
De perspektiviske er "ægte" projektioner. Som en stærk modsætning hertil kan anføres den meget vilkårlige globularprojektion, der ofte anvendes til fremstilling af jordens halvkugler. Ækvator og midtemeridianen bliver her rette linjer, de øvrige geografiske linjer derimod cirkelbuer. Meridianerne konstrueres ved at dele ækvatorlinjen i lige store dele og gennem hver af disse delingspunkter og begge polerne at tegne cirkler. På samme måde fås til bestemmelse af hver parallel 3 punkter, idet midtemeridianen såvel som begrænsningscirklen hver deles i lige store stykker. Projektionen er hverken areal- eller vinkeltro, men dens forvanskninger er dog forholdsvis ikke store.
Af andre uægte skal nævnes: den midtafstandstro azimutalprojektion, i hvilken hvert punkt afsættes i den rigtige afstand og retning fra kortets midtpunkt. Er dette midtpunkt en af polerne, bliver meridianerne rette linjer med rigtig længde, mens parallellerne, der er koncentriske cirkler med lige store afstande, bliver mere og mere for store efterhånden, som man fjerner sig fra midtpunktet. Forstørringen er dog moderat, for halvkuglen som maksimum således 57 %. Projektionen anvendes en del, navnlig ved polarlandene.
Lambert’s arealtro azimutalprojektion ligner den foregående, men parallellernes cirkler konstrueres således, at arealet inden for hver af dem bliver lige stort med den tilsvarende kuglekalots krumme overflade. Ligger kortets midtpunkt uden for polerne (ækvatorial- eller horisontprojektion), benyttes ved begge disse projektioner som konstruktionslinjer i stedet for meridianernes storcirkler, der skærer hinanden i dette midtpunkt, og i stedet for parallellerne koncentriske lillecirkler. Gradnettets konstruktion bliver her mindre simpelt og må særlig iberegnes.
Flere azimutale projektioner er benyttet til fremstilling af hele jordoverfladen. Af sådanne skal nævnes to, der begge er arealtro. I Mollweide’s projektion (også kaldet Babinet’s projektion) fremstilles hele jordkloden som en ellipse med midtemeridianen som lilleakse og ækvator som storakse, dobbelt så stor som lilleaksen. Ækvator deles i lige store stykker, og meridianerne fremstilles ved ellipser trukne gennem disse dDelingspunkter og begge poler. Parallellerne bliver rette linjer parallelle med ækvator og i en sådan afstand, at arealerne mellem dem lige som mellem meridianerne bliver lig med de tilsvarende på kuglen. Hammer’s arealtro Azimutalprojektion er en nyere, hvis gradnet kan tænkes fremstillet ved at projicere Lambert’s arealtro Projektion på et nyt plan, der skærer det oprindelige efter midtemeridianen og under en vinkel på 60°. Denne projektion giver mindre forvridninger end Mollweide’s projektion.

## Kegleprojektioner (koniske projektioner)
Disse tillige med de efterfølgende cylinderprojektioner benævnes også udfoldningsprojektioner, fordi den benyttede hjælpeflade efter overførelsen tænkes opskåret og udfoldet i planet. Hjælpefladen tænkes som oftest at tangere (undertiden dog at skære) kuglen; dens akse, der går gennem jordens centrum, kan enten være sammenfaldende med polaksen, ligge i ækvators plan eller være en vilkårlig anden diameter. De deraf følgende former for projektionen kaldes henholdsvis normale, transversale eller skævaksede, svarende til de 3 former for azimutalprojektion, Den normale form er dog almindeligst og forudsættes i det følgende, hvor intet andet anføres; den skævaksede benyttes sjældent. Flere udfoldningsprojektioner har dog så ringe tilknytning til hjælpefladen, at de egentlig lige så godt kunde henregnes til azimutalprojektion, lige som også det omvendte er tilfældet.
Ved perspektivisk projektion med øjepunkt i jordcentret kan gradnettet overføres på en kegle, som tangerer kuglen langs en parallel. Meridianerne bliver da rette linjer, der skærer hinanden i keglens toppunkt, og parallellerne koncentriske cirkler om dette punkt. Tangeringsparallellen bliver længdetro, men i øvrigt vokser forvanskningen stærkt til begge sider af denne parallel. Ved at benytte en skærende kegle fås to længdetro paralleller, og for større dele af jorden kan anvendes flere kegler således, at hvert bælte af passende bredde overføres på sin kegle. En sådan projektion kaldes polykonisk. Meridianer og paralleller kan også overføres ved deres planers skæring med keglefladen, men det indses let, at alle parallellerne med undtagelse af den tangerende bliver for store. Det samme gælder meridianstykkerne mod ækvator, mens disse mod polen bliver for små. Herpå kan der hjælpes noget ved at anvende en skærende kegle (almindeligvis kaldet de l’Isles projektion), men langt bedre resultater kan dog, såvel med tangerende som med skærende kegle, opnås ved på andre måder at bestemme længden af de afskåarne meridianstykker på keglen. Konstrueres nemlig parallellerne således, at disse meridianstykker overalt får samme længde som på kuglen, får man en længdetro konisk projektion, og da dennes forvanskninger i andre henseender er moderate, benyttes den en del. Parallellernes radier kan også beregnes dels således, at projektionen bliver arealtro, dels således, at målestoksforholdet i ethvert punkt bliver det samme langs parallellen som langs meridianen. I sidste tilfælde fås den konforme kegleprojektion, som er anvendt ved alle den danske generalstabs kort. Keglen tangerer her langs parallellen 56°, hvor kortbilledet altså bliver helt rigtigt, men afstandene forstørres efterhånden, som man fjerner sig fra denne parallel, dog er maksimum (ved Skagen) kun ca. 0,03 %.
Ved alle de foran betragtede koniske projektioner fremstilles meridianerne som rette linjer, hvis indbyrdes vinkel bliver θsinφ0, hvor θ er den geografiske længdeforskel mellem de pågældende meridianer, og φ0 tangeringsparallellens bredde. Anderledes derimod ved den mere vilkårlige Bonne’s projektion, der er arealtro og konstrueres således: ved udfoldning af keglefladen fremkommer tangeringsparallellen, og koncentrisk med denne trækkes cirkler med samme indbyrdes afstand som de paralleller, de fremstiller. Midtemeridianen er en ret linje, de øvrige meridianer bliver der imod krumme linjer, idet de bestemmes således, at de mellemfaldende stykker af parallellerne får deres rigtige længde. Projektionen er altså også længdetro langs parallellerne og midtemeridianen, men anvendt på større dele af jorden giver den en betydelig vinkelforvanskning. Den har været meget anvendt, tidligere blandt andet ved de danske generalstabskort under det misvisende navn "modificerede Flamsted’ske" projektion.

## Cylinderprojektioner
Som allerede bemærket er disse specialtilfælde af kegleprojektionerne. Til Bonne’s projektion svarer således Sanson’s Projektion (også kaldet Flamsted’s projektion), hvor ækvator, langs hvilken cylinderen tangerer, tilligemed alle paralleller bliver rette linjer vinkelrette på midtemeridianen. De såkaldte plat-kvadratiske og platrektangulære kort, der i det 15. og 16. århundrede anvendtes som søkort, konstrueredes efter et i øvrigt fra oldtiden stammende princip, hvor man overførte meridianerne ved deres planers skæring med en cylinder, som ved de første tangerede langs ækvator og ved de sidste skar jorden langs en parallel. Parallellerne fremstilledes også som parallelle rette linjer med samme indbyrdes afstand som på jordoverfladen. Hele gradnettet bestod af lutter lige store henholdsvis kvadrater og rektangler. Den samme projektion, men i transversal form, altså med cylinderen tangerende langs en meridian, benævnes nu efter Cassini, som i sidste halvdel af det 18. århundrede anvendte den til sit berømte kort over Frankrig. Cylinderprojektioner kan selvfølgelig også konstrueres arealtro, hvilket dog som regel kun finder sted for landene omkring ækvator. Langt større betydning har den konforme cylinderprojektion, hvis normale form skyldes Mercator, som udtænkte den, for at Loxodromen kunne blive en ret linje, der skar alle meridianerne under samme vinkel. I denne projektion, som siden slutningen af det 16. århundrede har været stærkt anvendt ved søkort, vokser målestoksforholdet meget stærkt fra ækvator mod polerne.

## Et valg
Ved valget mellem de mange kortprojektioner kommer, som alt antydet, landkortets hovedsagelige benyttelse i betragtning. Ved mindre arealer spiller projektionen en mere underordnet rolle, men for større dele af jorden har det afbildede areals form også betydning. For et sammentrængt areal vil således en azimutalprojektion passe bedst, mens et langstrakt fremstilles bedre ved en udfoldningsprojektion med tangering midt gennem arealet i dettes længderetning. I nyere tid har man med held undertiden anvendt kombinationer af projektionerne således, at ingen af hovedegenskaberne strengt gennemførtes, men modificeredes for at opnå fordele i de andre retninger.